# Dutton, Alabama
Dutton là một thị trấn thuộc quận Jackson, tiểu bang Alabama, Hoa Kỳ. Dân số năm 2009 là 303 người, mật độ đạt 135 người/km².